# Сфаеллос, Хараламбос
Хараламбос Сфаеллос (греч. Χαράλαμπος Σφαέλλος, 1914, Александрия — ноябрь 2004, Афины) — греческий архитектор.

## Биографические сведения
Хараламбос Сфаеллос родился и вырос в греческой общине в Александрии, Египет. Учился в средней школе Авероффа, которую закончил в 1931 году с отличием. В том же году он начал изучать архитектуру в Национальном техническом университете Афин. После его окончания в 1935 остался в Греции. В 1945 году, получив грант от французского правительства, начал изучение истории искусства и эстетики в Институте искусств и городского планирования в Сорбонне в Париже. В 1948 году он окончил Парижский университет.
После возвращения в Грецию в 1950 году стал главой отдела технических услуг вновь созданной Греческой национальной туристической организации. Под его руководством началась реализации общегреческой программы «Ксения». С 1967 года — профессор Парижского университета (до 1988). В то же время он стал консультантом Организации Объединенных Наций по развитию туризма в Западной Африке.
В 1973 году он окончательно вернулся в Грецию. В дальнейшем сотрудничал с Министерством жилищного строительства, в частности занимался организацией работ по развитию туризма на восточных островах Эгейского моря. В 2000 года завещал весь свой архив Музею Бенаки в Афинах.